# Miura (ciutat)
Miura (三浦市, Miura-shi) és una ciutat de la prefectura de Kanagawa, al Japó. L'any 2015, la ciutat tenia una població estimada de 46.520 habitants i una densitat de població de 1451 habitants per km². La ciutat té una àrea total de 32,05 km².

## Geografia
Miura està situada a l'extrem del sud de la península de Miura, al sud-est de la prefectura de Kanagawa. Està envolada per tres costats per l'oceà Pacífic, amb la badia de Sagami a l'oest. Al sud de l'àrea urbana i el port es troba l'illa de Jōgashima, connectada a la ciutat amb un pont. L'illa és un destí popular de turisme de cap de setmana. El far de Jōgashima fou construït per l'enginyer francès Léonce Verny a finals del segle xix.

## Història
L'àrea de l'actual Miura ha estat habitada des de temps prehistòrics. Arqueòlegs han descobert nombroses restes del Paleolític japonès, el període Jōmon i el període Yayoi. Des de finals del període Heian fins al final del període Sengoku, l'àrea fou governada pel clan Miura. Durant el període Edo, fou un tenryō sota el control directe del shogunat Tokugawa.
Després de la restauració Meiji, el poble de Misaki dins del districte de Miura fou creat l'1 d'abril de 1889. El poble fou electrificat el 1913, però no tingué aigua corrent fins al 1934.
L'àrea fou molt afectada durant el gran terratrèmol de Kantō de 1923, el qual tingué el seu epicentre en la badia de Sagami, a pocs quilòmetres de la ciutat. Tota l'àrea geogràfica al voltant de la ciutat va elevar-se 10 metres degut al moviment tectònic, fins a tornar a rebaixar-se al seu nivell original en els següents dies.
L'1 de gener de 1955 Misaki absorbí el poble veí de Minami-Shitaura i la vila de Hasse i esdevingué la ciutat de Miura. La ciutat va connectar-se amb ferrocarril a la metròpolis de Tòquio el 7 de juliol de 1966 amb l'obertura de l'estació de Miurakaigan als afores de la ciutat. La línia es va estendre fins a l'estació de Misakiguchi el 26 d'abril de 1975.

## Economia
L'economia de la ciutat està dominada per la pesca comercial, centrada en el port de Misaki, el 18è port pesquer més important del Japó, i 2n en termes de pesca de tonyina. Misaki és un port pesquer important, principalment especialitzat en tonyina.
L'agricultura roman com una indústria important per l'economia local, especialment els melons i el daikon.

## Agermanament
- Suzaka, Nagano, Japó
- Warrnambool, Victoria, Austràlia